# Eurytoma haeckeli
Eurytoma haeckeli är en stekelart som beskrevs av Girault 1913. Eurytoma haeckeli ingår i släktet Eurytoma och familjen kragglanssteklar.
Artens utbredningsområde är Paraguay. Inga underarter finns listade i Catalogue of Life.